# Messlizenz
Der umgangssprachlich Messlizenz oder Messerlaubnis genannte Rechtsakt ist in der römisch-katholischen Kirche die Erlaubnis des Ortsbischofs zur regelmäßigen Feier von Eucharistiefeiern in halböffentlichen oder privaten Kapellen. Die Erlaubnis wird auf Antrag vom örtlich zuständigen Bischof gewährt und setzt eine entsprechende Ausstattung voraus.

## Geschichte
Schon in der frühen Kirche war die Feier der heiligen Messe in Privathäusern oder im kleinen Kreis ein Problem. Die Synode von Laodicea im 4. Jahrhundert verbot die häusliche Eucharistiefeier, in anderen Regionen war eine bischöfliche Erlaubnis dazu vonnöten. Seit dem frühen Mittelalter war auf adligen Edelsitzen die Hauskapelle mit einem Hauskaplan, dem „Burgpfaffen“, üblich geworden, und dabei kam es zu Missbräuchen. Auch um die Pflicht zur Teilnahme am Gottesdienst in der Pfarrkirche zu unterstreichen, gab es wiederholt Versuche einer kirchamtlichen Reglementierung, so einer Beschränkung auf Gottesdienste mit Kranken. Das Decretum Gratiani (um 1140, C. XXXIII) überliefert: Unicuique fidelium licet in domo sua oratorium habere, et ibi orare; missas autem ibi celebrare non licet, „Jeder Gläubige darf in seinem Haus einen Gebetsraum haben, aber dort Messen zu feiern, ist nicht erlaubt.“ Auch das Konzil von Trient (sessio XXII., 1562/63) verbot Messen in Privathäusern.
Bis zum Inkrafttreten des Codex iuris Canonici 1917 ergab sich jedoch eine Rechtsentwicklung, die zum can. 1195 des CIC führte: In oratoriis domesticis […] celebrari potest, postquam Ordinarius oratorium visitaverit et probaverit ad normam can. 1192, p2, unica Missa, eaque lecta, singulis diebus, exceptis festis sollemnioribus; sed aliae functiones ecclesiasticae ibidem ne fiant, „In Hauskapellen [] kann eine heilige Messe gelesen werden, nachdem der Bischof sie im Rahmen der Vorschriften des c. 1192 besucht und geprüft hat, und zwar eine missa lecta an einzelnen Tagen, jedoch nicht an Festtagen; andere kirchliche Vollzüge sollen dort nicht stattfinden.“ Hochämter, Taufen und andere Gottesdienste sind also ausgeschlossen.
Nach dem 1983 erneuerten Kirchenrecht sind in halböffentlichen und mit bischöflicher Erlaubnis errichteten Kapellen „alle gottesdienstlichen Feiern [erlaubt], wenn nicht von Rechts wegen oder durch Vorschrift des Ortsordinarius Einschränkungen gemacht werden oder liturgische Normen entgegenstehen“ (CIC can. 1225); in (nichtöffentlichen) Privatkapellen „ist zur Messfeier oder zu anderen gottesdienstlichen Feiern […] die Erlaubnis des Ortsordinarius erforderlich“ (can. 1228).